# Jenny Nordberg
Jenny Nordberg, född 1972 i Uppsala, är en svensk journalist och författare.
Jenny Nordberg utbildade sig i journalistik och juridik på Stockholms universitet med en kandidatexamen och på Columbia University Graduate School of Journalism med en magisterexamen. Hon arbetade på Sveriges Televisions samhällsredaktion och Sveriges Radios Ekot. Sedan 2002 bor och arbetar hon i USA för bland andra Svenska Dagbladet och New York Times.
År 2003 fick hon tillsammans med Nuri Kino och Margita Boström Guldspaden för ett reportage om irakiska spioner på Migrationsverket. År 2005 fick hon Pulitzerpriset, tillsammans med Walt Bogdanich och en rad andra assisterande reportrar under honom på New York Times, för en serie artiklar om bristande säkerhet vid järnvägsövergångar i USA. År 2010 fick hon The Robert F. Kennedy Award for Journalism av The Robert F. Kennedy Center for Justice & Human Rights.
Nordberg har rapporterat om den kulturella företeelsen Bacha posh.